# Soldat

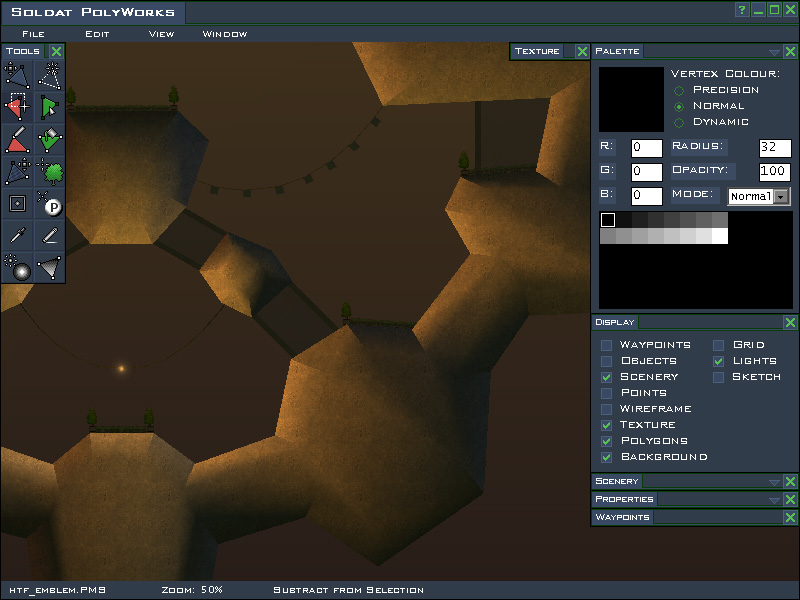
Screenshot van Soldat.

Soldat is een 2D multiplayer schietspel, gecreëerd door Michal Marcinkowski, voor Microsoft Windows. Het downloadbestand is relatief klein en gratis te downloaden, voor extra functies wordt echter een geldbedrag gevraagd.

## Gameplay
In Soldat speelt de speler met een personage van wie de haren, huidskleur en kleren aangepast kunnen worden. Het spel wordt gewoonlijk gespeeld over het internet of over LAN, maar het kan ook offline tegen computergestuurde spelers (bots) gespeeld worden. Er zijn een aantal verschillende speltypes, waaronder Deathmatch (ieder voor zich), Capture the Flag (het stelen van de vlag behorend tot het andere team), Teammatch (verschillende teams tegen elkaar), Pointmatch (deathmatch, maar waarbij meer punten behaald worden voor de speler die de gele vlag draagt), Rambomatch (vergelijkbaar met 'King of the Hill'-mode in andere games, je kan enkel punten halen wanneer je iemand doodt met de ramboboog, of wanneer je de speler met de ramboboog doodt), Hold the Flag (hou de gele vlag zo lang mogelijk in je team) en Infiltration (CTF-variant waarbij één team het aanvallende is, en het andere het verdedigende). Capture the Flag en Deathmatch zijn de populairste speltypes.
Voor elk speltype is het doel vijanden te doden. Bij het spawnen kan de speler uit een arsenaal aan wapens kiezen. Een aantal handgranaten krijgt de speler standaard mee, andere kunnen al spelend verzameld worden, door ze uit kisten op te rapen. Kenmerkend voor Soldat is dat elke speler over Jet Boots beschikt, waardoor jouw speler kan vliegen. De gradatie in de sterkte van de Jet Boots hangt af van map tot map.
Verder heb je ook nog talrijke bonussen in het spel: zo kan men meer schade aan richten door Berzerker te pakken, onzichtbaar worden met Predator, of een vlammenwerper krijgen en onzichtbaar worden met Flamegod. Al deze speciale mogelijkheden verlopen na enige tijd en kunnen dus slechts kort gebruikt worden. Als een speler gewond is kan hij verbandtrommels van de grond pakken en zichzelf weer gedeeltelijk genezen. Als iemand doodgaat zal hij na een aantal seconde weer opnieuw spawnen en weer een ander wapen kunnen kiezen. Alleen als de survival modus is ingesteld zal het spel pas eindigen als alle spelers van een team zijn gedood.
De meeste spellen zijn snel en chaotisch. Lichamen exploderen vaak en overal vliegen bloed en lichaamsdelen rond.

### Wapens
Een speler kan kiezen uit tien primaire en vier secundaire wapens. Er kunnen er altijd twee tegelijk vastgehouden worden, waarbij het ene wapen een primair en het andere wapen een secundaire dient te zijn. De wapens moeten herladen worden, maar de munitie raakt nooit op, wel kan de herlaadtijd van de wapens onderling sterk verschillen.
Elk wapen is gebaseerd op een echt bestaand wapen.
Primaire wapens
| - Desert Eagles - HK MP5 - AK-74 - Steyr AUG - SPAS-12 | - Ruger 77 - M79 - Barrett M82A1 - FN Minimi - XM214 Minigun |

Secundaire wapens
- USSOCOM
- Gevechtsmes
- Kettingzaag
- M72 LAW

In tegenstelling tot andere spellen, doet Soldat er alles aan om er voor te zorgen dat elk wapen even goed is. In het verleden is er veel aandacht besteed aan het gelijk maken van elk wapen.

### Maps
De maps in Soldat zijn kleine 2D gebieden, die vooral gefocust zijn op snelle gameplay. Veel maps worden gedeeld door verschillende speltypes, maar Capture the Flag, Infiltration en Deathmach kennen hun eigen maps.
De maps zijn opgebouwd uit polygonen, hierop bevinden zich dingen als struiken en zandzakken (scenery). De polygonen kunnen gevaarlijk zijn en bijvoorbeeld dienen als lava, maar ze kunnen ook zorgen voor een geleidelijke genezing wanneer een speler er op staat. Verschillende weertypes worden in sommige maps gebruikt.

### Termen
Camping, het zich voortdurend ophouden op een bepaalde plek om van daaruit de tegenstander op te wachten en te doden zonder zelf in de aanval te gaan.
Capkilling, alleen van toepassing bij de CTF (Capture the Flag) en Inf (Infiltration) varianten. Zodra een teamlid met de vlag aan komt lopen wordt deze door een medespeler gedood, waarna deze medespeler de vlag steelt en zelf de punten opstrijkt.
Hax, diverse personen hebben kleine aanpassingen ontwikkeld waarmee ze het spel op zo'n manier beïnvloeden dat ze bepaalde acties uit kunnen voeren die niet de bedoeling zijn van de maker, valsspelen dus. Bekende hax zijn de zombiehack, airhack, wallhack en flyhack. Hax moeten niet verward worden met mods.
Mods, dit zijn modificaties, aanpassingen. Door het toepassen van dergelijke aanpassingen op een te starten spel kunnen veranderingen worden aangebracht. De meeste mods hebben betrekking op de vuurkracht, herlaadtijd, het aantal kogels dat in een wapen kan, of de snelheid waarmee deze worden afgevuurd. Deze mods zijn dan ook bedoeld om het spel meer in balans te brengen of het veelvuldig gebruik van een bepaald wapen, waarmee te gemakkelijk kan worden gedood, te voorkomen door de kracht hiervan sterk af te zwakken.
Spawning/spawnkilling,  zodra een tegenstander spawnt deze direct doden zonder dat deze zich hier goed tegen kan te verweren.
Spawncamping, zie spawning/spawnkilling. Het enige verschil is dat spawncampers blijven volhouden in het spawnkillen en voortdurend rond de spawnplek blijven hangen met als doel zo snel en gemakkelijk mogelijk zo veel mogelijk tegenstanders te doden. Deze zogenaamde spawncampers worden meestal weggestemd uit het spel of zelfs verbannen van een bepaalde server
Spraying, het leegschieten van een wapen zonder specifiek op de tegenstander te richten. Dit gebeurt in de hoop zo veel mogelijk tegenstanders toevallig te raken.
Teamkilling, het, al dan niet met opzet, doden van medespelers uit je eigen team.